# Хацковичи
Хацковичи (бел. Хацкавічы) — деревня в составе Волковичского сельсовета Чаусского района Могилёвской области Республики Беларусь.

## История
В 1675 году упоминается как деревня в Оршанском повете ВКЛ. В 1698 году упоминается как "Chackowicze alias Sieliszcza".

## Население
- 2010 год — 221 человек